# David Brewster

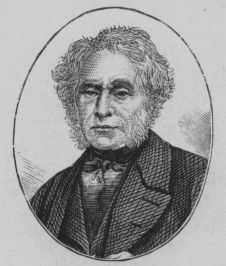
David Brewster

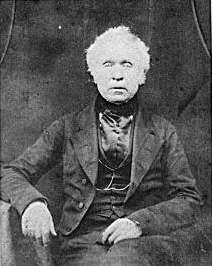
David Brewster

Sir David Brewster (n. 11 decembrie 1781, Jedburgh⁠(d), Scoția, Regatul Marii Britanii – d. 10 februarie 1868, Melrose⁠(d), Scoția, Regatul Unit al Marii Britanii și Irlandei) a fost un fizician scoțian cunoscut pentru studiile sale în domeniul reflexiei, polarizării și difracției luminii.
Ca aplicație practică a cercetărilor sale, a inventat caleidoscopul și a perfecționat stereoscopul.
În 1815 devine membru al Royal Society, an în care primește Medalia Copley.
În 1818 i se decernează Medalia Rumford, iar în 1830 primește Royal Medal.
În 1832 i se acordă titlul de cavaler.
În anul 1849 îi succede lui Berzelius la conducerea Institutului Francez.
Brewster a adus contribuții importante și în domeniul mineralogiei.

## Legături externe
- The Brewster Kaleidoscope Society
- Lucrări de David Brewster la Proiectul Gutenberg
- Opere de sau despre David Brewster la Internet Archive
- Lucrări de David Brewster la LibriVox (cărți audio aflate în domeniul public)
- Brewster's (1831) "On a new analysis of solar light, indicating three primary colours, forming coincident spectra of equal length," Transactions of the Royal Society of Edinburgh, vol. 12, p. 123-136. - digital facsimile from the Linda Hall Library
- Brewster's (1834) "On the colours of natural bodies," Arhivat în 29 octombrie 2020, la Wayback Machine. Transactions of the Royal Society of Edinburgh, vol. 12, p. 538-545. - Linda Hall Library
- Brewster's (1835) A treatise on optics Arhivat în 21 octombrie 2020, la Wayback Machine. - Linda Hall Library
- Letters on Natural magic Addressed to Sir Walter Scott From the Rare Book and Special Collection Division at the Library of Congress